# مقاطعة بيند أوريلي (واشنطن)
مقاطعة بيند أوريلي (بالإنجليزية: Pend Oreille County)‏ هي إحدى مقاطعات ولاية واشنطون في الولايات المتحدة الأمريكية.